# Lanton
Lanton è un comune francese di 6 274 abitanti situato nel dipartimento della Gironda nella regione della Nuova Aquitania.

## Amministrazione

### Gemellaggi
- Ameglia, Italia

## Società

### Evoluzione demografica
Abitanti censiti